# Biblioteca Pública de Nova Iorque
A New York Public Library (NYPL) (em português:  Biblioteca Pública de Nova Iorque) é uma biblioteca pública localizada em Manhattan, Nova York, Estados Unidos da América. É uma das principais bibliotecas do mundo e está entre as mais significantes dos Estados Unidos da América. 
O que há de incomum nela é que é composta por um vasto sistema de circulação pública combinado com um vasto sistema de não-empréstimo. 
É simultaneamente uma das maiores bibliotecas públicas dos Estados Unidos da América e uma das maiores redes de pesquisa em bibliotecas no mundo. 
É gerenciada pelo poder privado, através de uma corporação não-lucrativa com uma missão pública, operando com financiamento público e privado. O historiador David McCullough descreveu a Biblioteca Pública de Nova Iorque como uma das cinco mais importantes dos Estados Unidos da America, as outras sendo a Biblioteca do Congresso, a Biblioteca Pública de Boston (Boston Public Library) e as bibliotecas das Universidade de Harvard e de Yale.

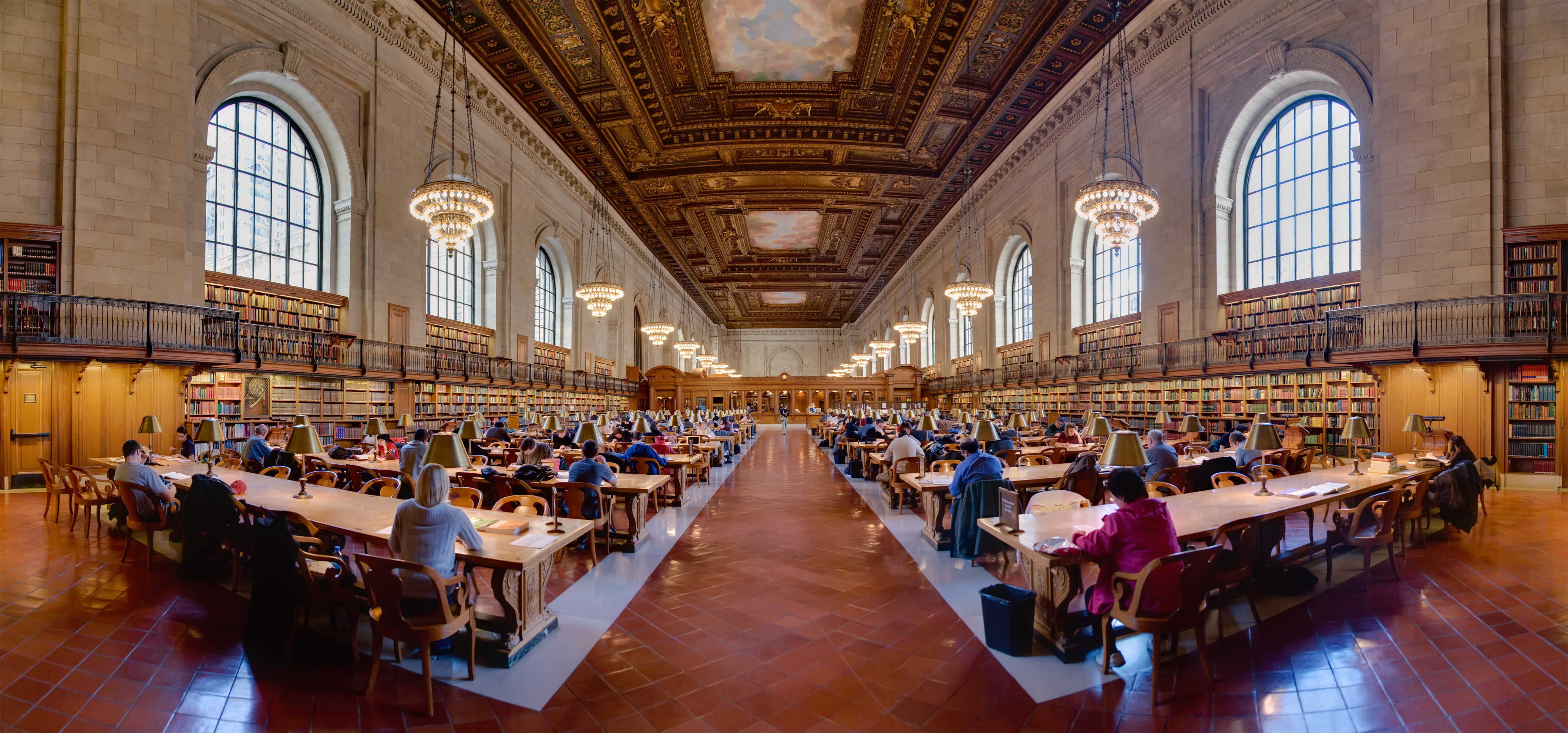
Vista panorâmica de uma sala de leitura